# 高等會計學
高等會計學（英語：Advanced Accounting），主要分為兩大部分的範圍來探討，第一部分探討企業合併及合併財務報表的一系列程序，第二部分探討特殊議題，包括衍生性金融工具，外幣會計，營運部門與期中報告，政府與非營利事業會計等相關問題 。

## 企業合併與合併報表

### 企業合併
企業合併的會計處理，依照現行國際會計財務準則第三號(IFRS No.3)與美國會計準則No.141號公報均規定只能採用"購買法"(Purchase Method)處理，禁止使用過去所允許的"權益結合法(Pooling-of-Interest Method)"，"購買法"的意思為無論是一方併購多方或是多方合併為一間新公司，都先假設一間公司為存續公司，將其他公司之資產與負債依公允價值評價，與所付出之代價相比較，若付出之代價大於被合併公司的資產淨值(資產減除負債的餘額)，其差額認列為資產科目"商譽"(Goodwii)，若差額為負數則是為"便宜購買"(Bargain Purchase)，以合併利益列入當年度之綜合淨利表，將被合併公司的資產借記列入合併公司資產，負債貸記列入合併公司負債，被合併公司之股東權益部分
全部借記同額歸零，非存續公司至此消滅，企業合併完成，以後只需進行存續公司之會計處理。
在處理企業合併的過程，以經濟實質判斷個體的辨認，而非從法律上之關係作為分辨個體的依據。